# Amblystegium chrysophyllum
Amblystegium chrysophyllum là một loài rêu trong họ Amblystegiaceae. Loài này được Brid. De Not. mô tả khoa học đầu tiên năm 1869.